# Вестминстер (станция метро)
«Вестминстер» (англ. Westminster) — станция лондонского метро в административном округе Вестминстер. На станции останавливаются поезда трёх различных линий метро. На линиях Кольцевой и Дистрикт станция расположена между станциями «Эмбанкмент» и «Парк Святого Джеймса». На Юбилейной линии станция расположена между «Ватерлоо» и «Грин-парк». Станция находится под домом Порткалис на углу Бридж Стрит и набережной Виктория у Вестминстерского моста на улице, что идёт к Вестминстерскому дворцу. Относится к первой тарифной зоне.

## История станции
Станция была открыта 24 декабря 1868 года компанией «Метрополитэн Дистрикт Рейлвэй» (МДР) в составе первой очереди от Южного Кенсингтона. «Метрополитэн Дистрикт Рейлвэй» соединила Метрополитэн Рейлвэй (МР) с Южным Кенсингтоном, хотя две компании были конкуренты, каждая эксплуатировала свои поезда по линиям другой в пределах так называемого внутреннего кольца. Вестминстерский мост был конечной станцией на востоке МДР до открытия станции «Блэкфриарс» 30 мая 1870.
1 февраля 1872 года МДР открыла ветку на север от Эрлс-Корт, которая соединяла её по Вест Лондон Экстеншн Джоинт Рэйлвэй с Эдисон Роуд. С тех пор внешнее кольцо состояло из путей, принадлежавших МДР. С 1 августа 1872 года началась эксплуатация среднего кольца, что проходило через Вестминстер от Мургейт вдоль путей МР на севернее внутреннего кольца. 30 июня 1900 года среднее кольцо было разорвано между Эрлс-Корт и Мэншен-Хаус. В 1907 году станция получила своё современное название, дабы отличать от станции Вестминстер Бридж Роуд на линии Бейкерлоо. 31 декабря 1908 года внешнее кольцо также было разомкнуто.
Проект станции выиграл несколько наград: награда благотворительного фонда Civic Trust (англ.) в 2000 и 2002 годах, награду «Millennium Building of the Year» Королевской комиссии изобразительных искусств (англ.) и награду за архитектуру Королевского института британских архитекторов в 2001 году. В 2001 году проект также был в шорт-листе Премии Стирлинга.

## Станция сегодня
Как и на других станциях Юбилейной линии, станция имеет строгий интерьер с большими бетонными балками и колоннами, которые перекрещивают эскалаторы из нержавеющей стали и этажи. Строительные опоры несут нагрузку дома Порткалис. Платформы находятся на глубине 32 метра. На станции установлены платформенные раздвижные двери.

## Интересные факты
- Станция была показана в фильме «Гарри Поттер и Орден Феникса» в 2007 году.
- В компьютерной игре Call of Duty: Modern Warfare 3 (в миссии «Не прислоняться») действия происходят в том числе на этой станции.

## Галерея

Станция «Вестминстер»
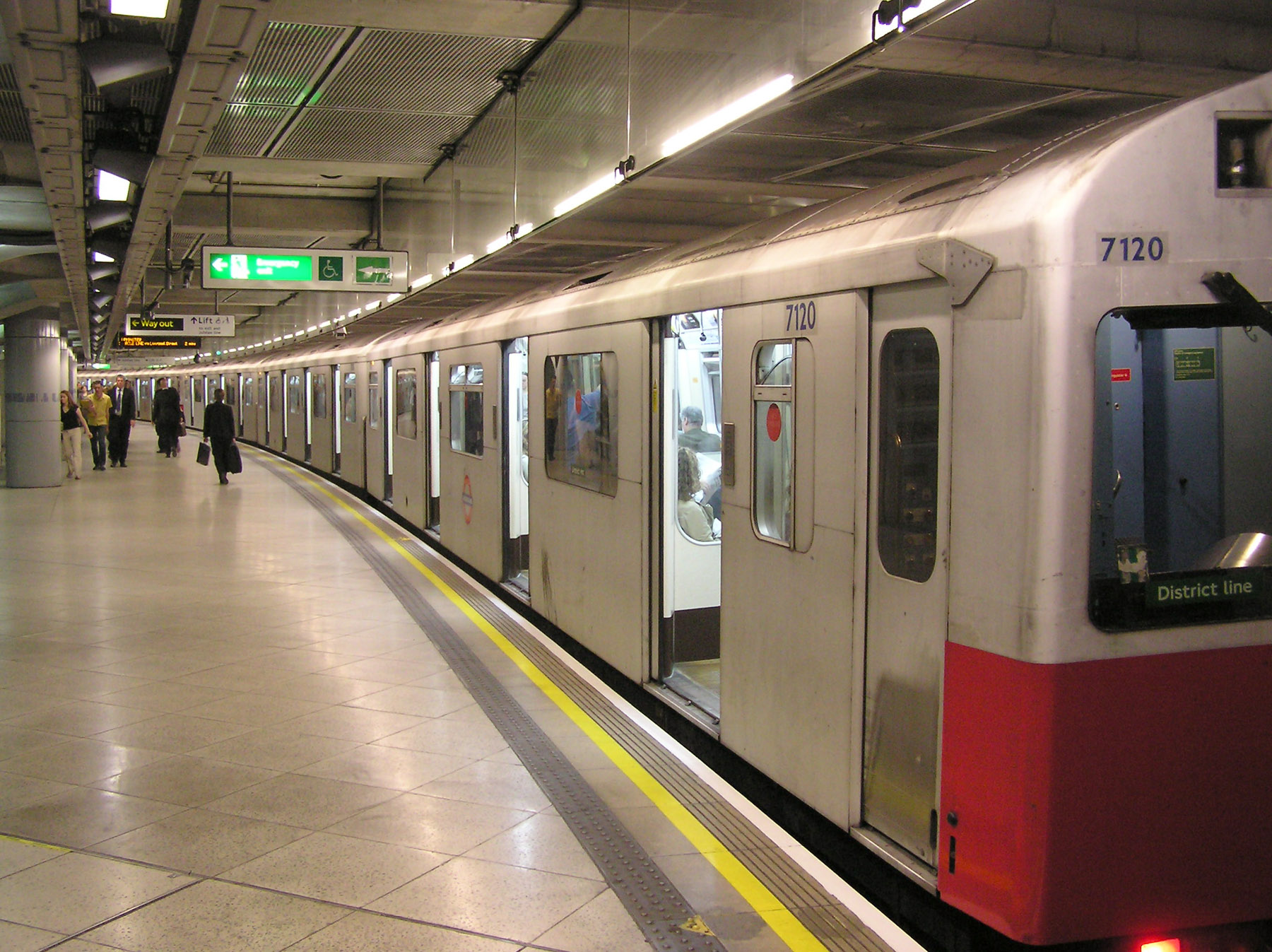
Платформа линии Дистрикт
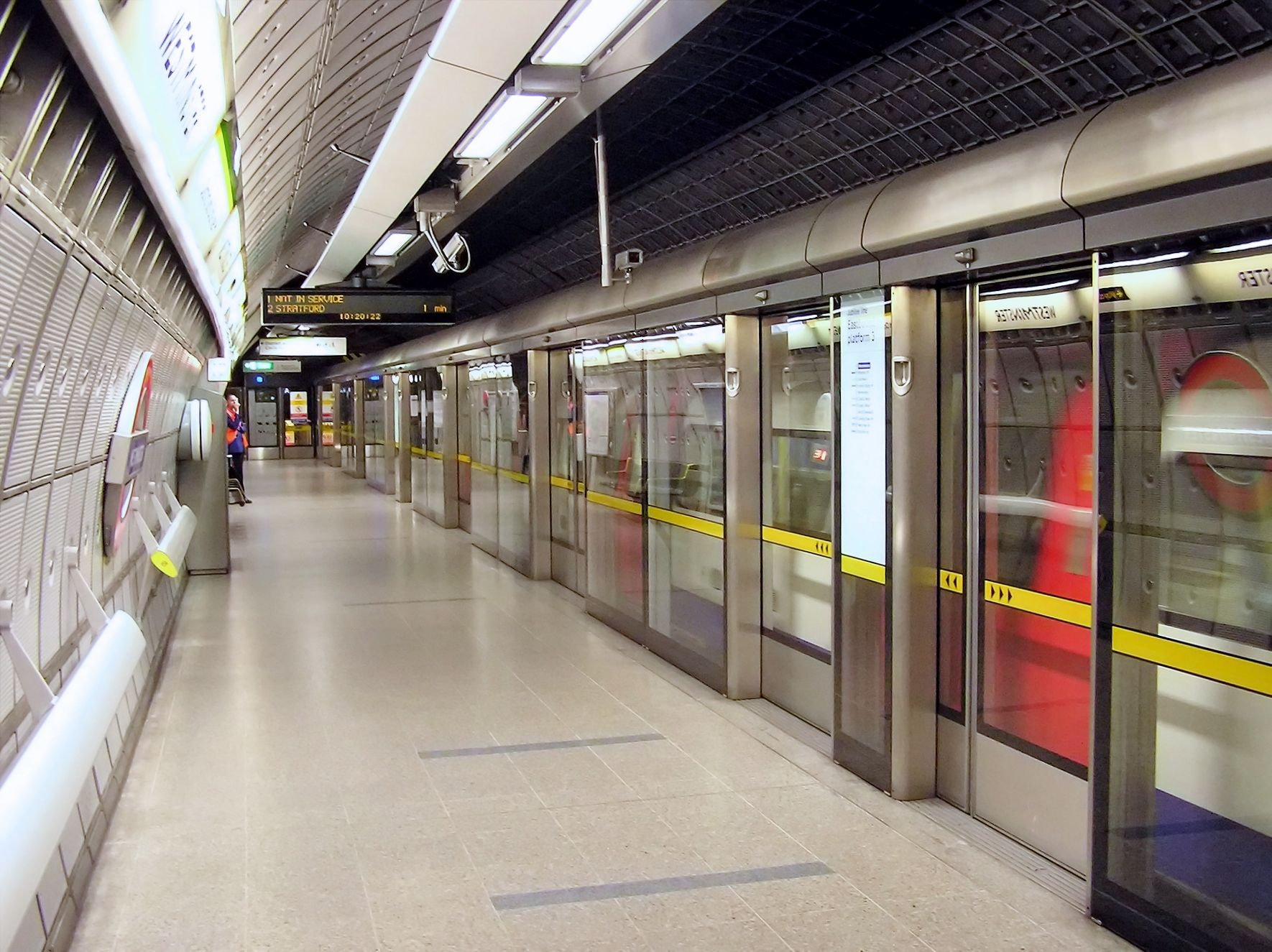
Платформенные раздвижные двери установленные на восточной платформе Юбилейной линии
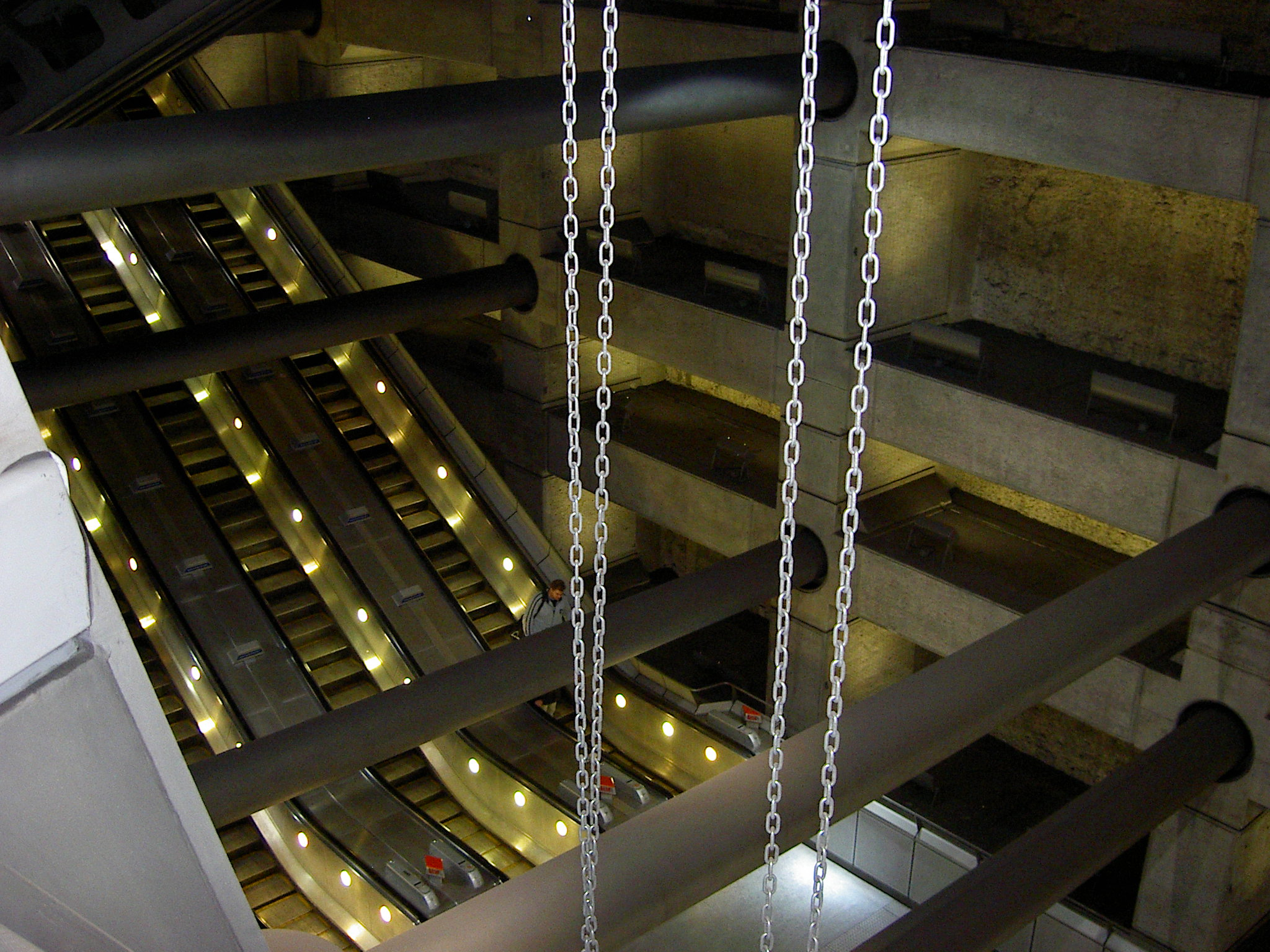
Эскалаторы на станции
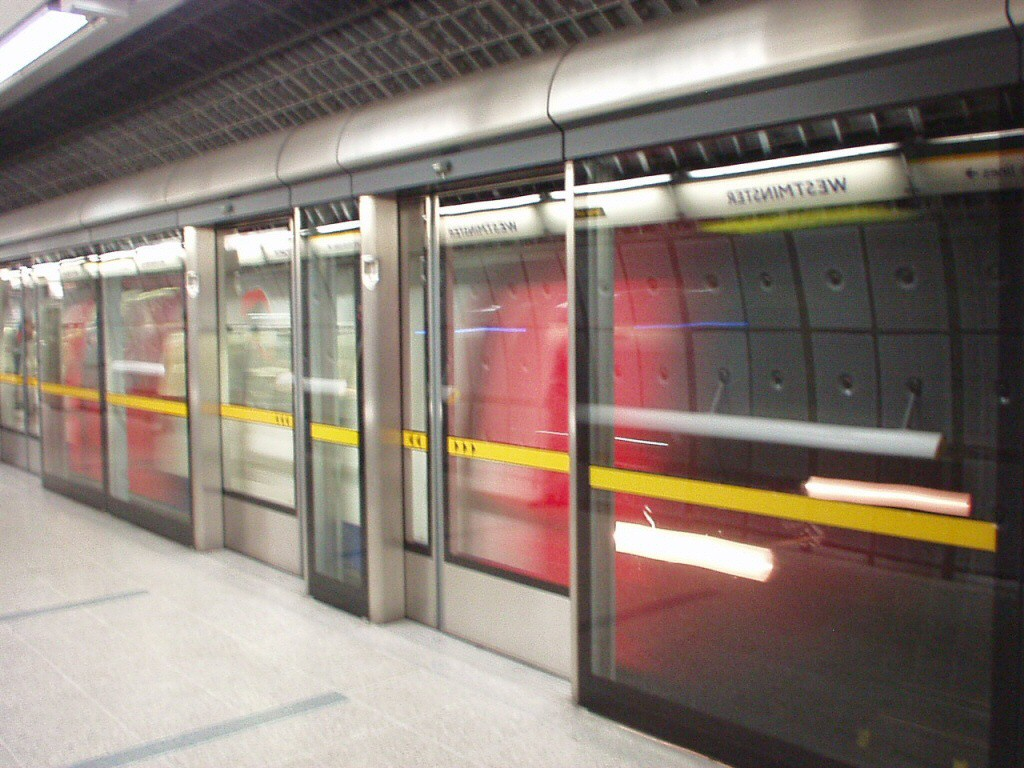
Платформенные раздвижные двери установленные на западной платформе Юбилейной линии